# پسوندها در ترکی آذربایجانی
در ترکی آذربایجانی پسوندهایی که به انتهای بن فعلی یا بن اسمی اضافه می‌شوند کلمات جدیدی تولید می‌‌کنند.

## اجاق-اجک
این پسوند از بن فعلی ساخته می‌شود و برای اسامی ابزار و ... بکار می‌رود:
چاپاجاق، چاتاجاق، گلَجک،

## آج-اج
از پسوندهای نادر و باستانی است. در برخی کلمات برای افاده مفهوم مبالغه مشاهده می‌شود:
آناج (مرغ مادر، ماکیان تخم‌گذار) قولاج (فاصله میان دو دست باز. بن: قول= بازو، دست) یاماج (سینه‌کش کوه) تیخاج (پوزه بند)

## آری-اری
از پسوندهای نادر است و مفهوم جهت‌گیری را افاده می‌کند:
ایچ (درون) ایچه‌ری (داخل، به سمت داخل) دیش (بیرون) دیشاری (به سمت بیرون) یوخاری (سمت بالا) ایله‌ری←ایره‌لی (به سمت جلو، پیش).

## آق-اک
از پسوندهای بسیار رایج است. گفته می‌شود که این پسوند در اصل به صورت -قاق بوده که قاف اول حذف شده‌است: باشقاق← باشاق، بوجقاق← بوجاق (کنج، زاویه) این پسوند بیشتر برای اسم مکان و آلت به کار می‌رود. در اسامی اعضاء بدن نیز دیده می‌شود؛ چون این اعضاء نیز فی‌الواقع ابزارند.
قئیناق/قایناق (چنگال پرنده وحیوانات) دوزاق (دام برای گرفتن پرندگان) بوجاق (کنج-زاویه) یاناق (گونه) دوداق (لب) قولاق (گوش) داماق (سقف دهان) ببک (مردمک چشم) یولاق (کوره راه) آداق (نامزد) چاناق (پیمانه) بوداق (شاخه) اود (آتش) ←اوداق (آتش دان) تصور می‌شود اوجاق نیز تحریف شده اوداق باشد.

## ـَل-ال-ل
این پسوند به بن فعلی و همچنین اسمی می‌چسبد و آن را به یک مکانی منتسب می‌کند:
یئرَل (محلی)، اوخول (مکانی که در آنجا می‌خوانند، مدرسه، دانشگاه)
این پسوند می‌تواند کلمات مورد نیاز بسیار زیادی را در ترکی پدیدآورد، مثلا:
یویونال (حمام)، بوشالتال، بوشالدال (دستشویی، مخلأ، آیاق آلتی، آیاق یولو)

## آلاق-الک
از پسوندهای نادری است که بر بن اسمی افزوده می‌شود. اضافه شدن آن بر بن‌های فعلی نسبتاً رواج بیشتری دارد.
گوءبه لک (قارچ خوراکی) مازالاق (فرفره زمینی) دازالاق (طاس-کچل تمام) شاپالاق (سیلی) چییه لک (توت فرنگی) بیجه لک (ناقلا-بچه شیطان)

## اونتو-اینتی-انتی
تیکینتی (ساختمان، آپارتمان)، تؤکونتو (افزونه، اضافی، بیرون ریختنی)، آلینتی (خریده شده‌ها)، پاتلانتی (بمب، منفجر شدنی)
شاید این پسوند به صورت تی و تو باشد، بدین صورت که مثلاً تیکیل + تی یا تؤکول + تی یا آلین + تی باشد.

## آو-او-آی-ای-اوو
گمان بر این است که اصل این پسوند در ترکی باستانی به صورت -َگی و -اقی بوده که قاف در اثر مرور زمان مرخم شده: گونه گی> گونئی (جنوب، جای آفتاب‌گیر) قوزاقی> قوزئی> قوزای (شمال- جای کم آفتاب). از این پسوند کلمات نسبتاً زیادی در زبان گفتاری رایج است: یاناو (چوبهای جنبی سمت راست و چپ در چهار چوبه در) قیلوو (تیز کردن آلات برنده) قشاو> قشوو (وسیله‌ای برای تیمار و خاراندن چهار پایانی مانند اسب، قشو) یاغلوو (لباس چربی گرفته، در فارسی به صورت یغلا، یغلاوی به معنی ظرف آمده‌است) قاچای (دونده، نامی برای مردان)

## ایت-اوت
این پسوند بیشتر بر بن فعلی اضافه می‌شود؛ لیکن به‌ندرت بر بن اسمی اضافه می‌شود:
ایگیت>ایگید (جوانمرد-قهرمان)، آنیت (یادبود-آنی:خاطره-آنماق:یاد کردن، درک کردن)، یانیت (پاسخ)، تانیت (مدرک، شاهد-تانیماق:شناختن)، قانیت (دلیل، برهان-قاندیرماق:اثبات کردن چیزی با علت و دلیل، قانع کردن)
مثالهایی نیز وجود دارد که بر بن اسمی می‌چسبد:
یاشیت (هم سن)

## ایز-اوز
از جمله پسوندهای اسمی و فعلی است. در بن‌های اسمی برای القاء مفهوم جمع به کار می‌رود؛ چنان‌که در آخر افعال نیز همین نقش را دارد:
آلدین> آلدینیز> آلدیز، آلسان> آلسانیز-آلساز.
در اسامی: بن (من) بنیز> بیز (ما) سن (تو) >سنیز> سیز (شما) ایکیز (دوتا، بچه دوقلو) این پسوند در اسامی بدن زوج نیز مشاهده می‌شود:بوینوز (شاخ) اوموز (شانه، کتف) بنیز (صورت، گونه) واحتمالاً گؤز (چشم) دیز (بندگاه میان ران وساق پا، زانو).

## ایش-اوش
برای تصغیر اسامی اشخاص و همچنین برای صفت به کار می‌رود:
داریش (تنگ) گئنیش (وسیع)  یوخوش (سربالایی) گؤنش (آفتاب) گوموش (نقره)، یئمیش (میوه، از میوه‌ها)، تیکیش (دوخت).
در اسامی (برای تصغیر یا تحبیب):
گؤیؤش (سبز، سبزه، آدم چشم زاغی) جومبوش= (جومبولو:کوچولو) بگیش-به ییش (نامی برای مردان).

## ایل-آل-اول-ال
از پسندهایی است که از اسم صفت می‌سازد:
یاشیل (سبز) قیزیل (سرخ) گؤزه‌ل (زیبا) سؤتؤل (شیری-نورس). یانال (جنبی).

## ایلا-ایله (لا-له)
بعضاً فعل برای بیان قید حالت به کار می‌رود. این‌گونه افعال را معمولاً به صورت جفتی به کار می‌برند:
آغلایا-آغلایادئدی (گریه کنان گفت) گؤله-گؤله دئدی (با خنده گفت) قاچا قاچا (دوان دوان) ساللانا ساللانا (سلانه سلانه) و...
بعضاً این کاربرد فعل به صورت تکی نیز به کار می‌رود: باخلی قالدی (دهانش بازماند) آچیلی قالدی (متحیر ماند) دوناقالدی (ماتش برد، خشک شد). این پسوند توضیحات بسیار کامل‌تری دارد که در حال حاضر مجال پرداختن آن نیست.

## ایم
کاربرد این پسوند بیشتر در بن‌های فعلی است (اولوم، ایچیم...) در بن اسمی چندان کاربرد ندارد. در دو کلمه -خانیم، بگیم به نظر می‌رسد علامت تانیث باشد (خان>خانیم، بگ>بگیم ولیکن این را باید با دیده تردید نگریست. چون در ترکی علامت تانیث وجود ندارد. برخی‌ها دچار چنین اشتباهی شده‌اند. مثلاًدر ترکیه از -بای (بگ، آقا) >بایان (خانم، بانو) را ساخته اندوحتی با استفاده از پسوند اسلاوی -یچه، تانریچه (الهه) ساخته‌اند (همانند کرالیچه: شهبانو) که البته درست نیست. در ترکی اویغوری (چین) این پسوند برای تعظیم به کار می‌رود. حاجیم (حاجی محترم) موللام (روحانی محترم) در ترکی آذربایجانی نیز کلماتی چون خانیم، افندیم... را به همان معنای تعظیم باید دانست.

## ایمتیل-اومتول
بر اسمی رنگ‌ها اضافه شده و معنای شباهت را افاده می‌کند:
قارامتیل (سیاه‌فام، قیرگون) ساریمتیل (زرد گونه) آغیمتیل (سفیدفام) گوگومتول (سبزگونه) بوزومتول (خاکستری)...
پسوند دیگری به صورت شین با معنای مشابه در برخی از رنگ‌ها معمول است:
ساریشین (زردگونه) قاراشین (سیاه‌چرده) آغشین (سفید) وبعضاً به صورت:آغ اووش، قارااووش، نیز مشاهده می‌شود.

## ایمسی-سی
پسوند-ایمسی-در ترکی قدیم وجود داشته‌است. مثلاً در کتاب دده قورقود -قورومسی (خاکستر به جا مانده از پارچه سوخته) آمده‌است. امروزه قریب به همان معنا -قوروم گفته می‌شود که در دهات به معنای دوده‌ای است که در اثر دود تنور در سقف خانه به وجود آمده و با انباشته شدن به پایین می‌ریزد. امروزه مرخم این پسوند به صورت -سی در برخی کامات با بن فعل دیده می‌شود:
یاتسی>یاسدی (مسطح) توستو>توسدو (دود) (از ریشه توتمک:سوختن، از همان ریشه، توتون:دود) در کلمه یاتسیق>یاستیق (بالش) این پسوند با قاف مشاهده می‌شود. شاید قاف در موارد دیگر نیز وجود داشته و با مرور حذف گردیده‌است. در هر حال این پسوند بیشتر بر بن‌های فعلی اضافه می‌شود.

## این-اون
از پسوندهای دیرینه ترکی است که مفاهیم گوناگونی را القاء می‌کند:
اوزون (دراز) یاخین (نزدیک) یوغون (کلفت) اوستون (برتر) یئگین>یئیین (تند، سریع) قالین (ضخیم) سرین (خنک) چتین (سخت) قارین (شکم) درین (عمیق) نارین (ریز) ایرین (چرک) تکین (شازده) اگین (تن-قامت) بویون (گردن) قویون (گوسفند)  آیدین (آشکار-واضح بورون (بینی-دماغه-دماغه دریایی) بوتون (کامل) گلین (عروس) یوسون (جلبک).

## تی-تو
در بن‌های مجرد این پسوند کمتر استعمال دارد. بیشتر مورد استعمال آن در بن‌های اسمی است که با پسوند -ایر-ایل می‌آیند و معمولاً از آنان با اضافه نمودن -ده فعل ساخته می‌شود (گورولدمک>گورولتو...) اینپسوند بیشتر در کلماتی که برای تقلید صداها یا تشبیه رنگ‌ها به کار رفته‌است، مورد استعمال دارد:
چیغیرتی (فریاد) خیریلتی (صدای خورخور-شبیه صدای نفسهای دم مرگ آدمی) زیریلتی (زیر زیر کردن-صدای گریه کودک) گوببولتو (صدای افتادن چیز سنگین) گورولتو (خروش-غریو) شیریلتی (شرشرآب) قیژیلتی (صدای عبور گلوله و غیره) آغارتی (لبنیات) قارالتی (شبح-سایه) گوگرتی (سبزه-گیاه) پاریلتی (درخشش) ایشیلتی (نور-سوسوی ستاره).

## جا-جه
این پسوند برای نسبت همچنین در نام‌های مناطق و برخی بیماری‌ها و... به کار رفته‌است:
آزجا (کم) چوخلوجا (به مقدار زیاد) قاراجا (سیاهک گندم-سیاه) آغجا (پول نقره‌ای-سهم-سفیدک) قیزیلجا (سرخک) بوزجا (خاکستری رنگ-بیماری کچلی) داشلیجا (نام محل) یاغلیجا، اونلوجا (دو نوع تره گیاهی برای پختن آش)  منجه (به نظر من) بونجا (این قدر) بالاجا (کوچک، اندک) فارسجا (به زبان فارسی)، ایندیجه (همین الآن)، آیریجا (بعبارتی دیگر)، دویونجا (تا حد سیر شدن)، توتماجا (جنون ادواری، صرع)
در اعداد: مینلرجه: هزاران هزار، یوزلرجه: صدها
این پسوند مجدداً فعالیت خود را در کلمه‌سازی شروع کرده‌است:
تانریچا (الهه، بت)

## جاق-جک (جوک-جوق-جیق-چک)
بیشتر برای تصغیر یا برای اسم آلت (ابزار) به کار می‌رود:
دیلچک (زبان کوچک) الجک (دستکش) ائوجیک (آلونک) شهرجیک (شهرک) قیلچیق (اخگل-خارهای خوشه گندم) داغارجیق (انبان) ساجیق-سلجوق (نام) تومانچاق (بدون شلوار)(*) یالینچاق (عریان) اویونچاق (بازیچه-اسباب بازی) قولچاق (عروسک-قول=برده) قیزجیق (دخترک) ایسیجاق>سیجاق (گرم)...
(*) توضیح اینکه برای کلمهٔ تومانچاق (بدون شلوار) از این پسوند استفاده نشده‌است و نویسنده در این مورد اشتباه کرده‌است زیرا در قدم اول از نظر معنی و مفهوم درست به نظر نمی‌رسد و در  ترکی چنین قاعدهٔ ساخت کلمه برای عدم و نبود چیزی غلط می‌باشد و صحیح این است که کلمهٔ تومانچاق از دو کلمهٔ تومان به معنی شلوار و آچیق به معنی باز تشکیل یافته‌است: تومان + آچیق که با ترکیب این کلمه‌ها مفهوم کلمهٔ جدید در فارسی فرد بدون شلوار می‌باشد. ضمن اینکه تومان همان «تنبان» فارسی است

## جان-جن
دویونجان (تا حد سیر شدن)، بوراجان (تا اینجا)، ایندییجن (تا به الآن)،

## جی-چی-جو-چو
از پسوندهای فعال ترکی است، که وارد زبان فارسی نیز شده‌است (درشکه چی و...) کاربرد دارد. از جمله نشان وابستگی به یک حرفه، گرایش فکری و پیروی از یک مکتب فلسفی یا علاقه‌مندی به یک چیز خاص و علامت فاعلی و غیره می‌تواند باشد در فارسی پسوند -گر (مانند کارگر، داروگر، تماشاگر و...) است:
قاپیچی (دربان) بالیقچی (ماهیگیر) داشجی (حجار) قوروقچو (دشتبان) دینچی (دیندار) اسلامچی (اسلام گرا) سینیقچی (شکسته بند) اودونچو (هیزم شکن) ناخیر چی (گله بان) قایناقچی (جوشکار) قوناقچی (میزبان) مارکسچی (مارکسیست) بیچینچی (دروگر) دمیرچی (آهنگر) دوه چی (شتربان) یالانچی (دروغگو) پتکچی (زنبوردار) ایپکچی (حریر فروش) اویونچو (بازیگر) دوغروچو (راست گو) توپچو (فوتبالیست-خدمه توپ جنگی) یانچی (ملازم).
این پسوند با اضافه شدن -م-ن) به صورت -نجو-مجی به آخر اعداد، اعداد ترتیبی را به وجود می‌آورد:
بیریمجی (نخستین) ایکینجی (دومین) اوچونجو...
هنگامی که پسوند -لیک-لیق بر آخر این پسوند اضافه شود بیانگر حرفه، گرایش به مکتب فکری خاص و غیره خواهد بود:
دینچیلیک (مذهب گرایی) سوتجولوک (شیرفروشی) دمیرچیلیک (آهنگری) آراچیلیق (میانجی گری) سویچولوق (نژادپرستی)...

## چیل-جیل-جول
عمدتاً برای افاده علاقه‌مندی شدید به یک شیئ یا برای افاده تشابه به کار می‌رود:
آدامجیل (حیوان آدمخوار) قانچیل (خونمردگی) باهاچیل (گرانفروش) اولومجول (مردنی-ضعیف) بالیقچیل (ماهی خوار) دووشانجیل (خرگوش خوار) یئییمجیل (پرخور) اورتانجیل (متوسط).
امروزه از این پسوند در برخی اصطلاحات علمی و غیره استفاده شده‌است:
آردیجیل (پیاپی-مسلسل) قاباقجیل (پیشرو) انسانچیل (انسانگرا) اوتجول (گیاهخوار) دنه چیل (دانه خوار) اتجیل (گوشتخوار) بوجکچیل (حشره خوار) سوچیل (آبدوست) اؤنجول (پیشرو)، بوتونجول (جامع) و...

## چین
از پسوندهای نادر بوده و در اسامی برخی پرندگان به چشم می‌خورد:
سیغیرچین (زاغچه-سار) بیلدیرچین، گوگرچین (کبوتر) لاچین (شاهین) بالیقچین (مرغ سقا). این پسوند همان پسوند «چی» بمعنای کننده است که نمونه‌اش نام تموچین (چنگیز خان) در زبان مغولی (از زبانهای آلتایی= همخانواده ترکی) است که در ترکی دمیرچی شده است که هردو بمعنای آهنگر می‌باشد.

## داق-ده ک-دا
از پسوندهای نسبتاً رایج است:
زوولداق (سرسره-لیز) فیریلداق (حیله-دروغ) بایداق-بیرق (پرچم) چکیرده ک>چرده (هسته) گرده ک (حجله) شیریلداق (آبشار) قیغیرداق (غضروف) خوده ک (وردست چوپان).
امروزه:
ایشیلداق (نورافکن-پروژکتور) شاقیلداق (موشک-بمب-بمب صوتی) و...
کلمات زیر به احتمال زیاد با حذف قاف این پسوند به وجود آمده‌اند:
آیدا (نام دخترانه) سئودا (عشق-نامی دخترانه) مویدا (زن غیر عفیف) دالدا (خفا) ایگده (سنجد-بی شک ریشه این کلمه((ایگ))=بو-شمیم می‌باشد. فراموش نکنیم که درخت سنجد در موقع گل دادن رایحه دلنوازی دارد) جیدا (نیزه) جیندا (پارچه کهنه-زن هرزه).

## دام-دم-دوم
امروزه این پسوند تنها در چند کلمه به چشم می‌خورد:
یوندم (جهت-شایستگی، معنی دیگر:قِلق-روش). اردم (شخصیت-قابلیت-مردانگی). بوزدوم (مقعد). چوندم (دسترس-عامیانه محدوده‌ای که فرد می‌تواند کسی را بزند)

## دیریق-دیرک-دوروک-دوروق
از پسوندهای نادر بوده و در برخی اسامی به عنوان علامت اسم آلت به کار رفته‌است:
بویوندوروق (یوغ) گوزه ندیریک (چشم بند) کولگه ندیریک (سایه بان) چیگیندیریک، چییینلیک (پشتی حمال) اگیندیریک (تن‌پوش) توکوندوروک (چغندر، در لهجه قوشاچای).

## را-ره
این پسوند برای قید مکان( دراصل جهت) به کار می‌رود:

بورا (اینجا)، اورا (آنجا)، شورا (اینجا)، هارا (کجا)

در زبان گفتاری تبریز و خیلی از منطقه‌ها الف در گسترش کلمه حذف می‌شود:

مثلاً بو: بورا، بورادا، بورایا، بورادان به صورت بورا، بوردا، بورا، بوردان گفته می‌شود.

از این پسوند می‌توان برای ایجاد کلمه‌های نو استفاده کرد:

مثلا: سیناقرا (لابراتوآر، آزمایشگاه)، بیلیمره (دانشگاه، دارالعلوم)
(اینکار درواقع تغییر کاربرد پسوند از نشان دادن جهت به نشان دادن مکان است‌.)

در گویش‌های ترکی استانبولی و ترکمنی «هارا» به صورت «نره» بیان می‌شود.

## راق-ره ک
این پسوند در آخر بن‌های فعلی به معنای قید حالت است (آغلایاراق دئدی=با گریه گفت) و در آخر اسم‌ها نشانهٔ صفت برتر است (شکر دوزدان آغراقدیر=شکر از نمک سفیدتر است) علامت تفضیل در ترکی شایع نبوده و بیشتر خود صفت بدون پسوند به کار می‌رود؛ لذا این پسوند امروزه در برخی کلمه‌ها برای تحقیر و کم نمایاندن به چشم می‌خورد و در برخی کلمه‌ها به صورت جزءاصلی کلمه درآمده و تثبیت شده‌است مانند:
آغراق (سفیدتر) گوده ره ک (کوتاه) خیرداراق (کوچک-خردتر) سئی←سئیره ک (کم پشت-تک و توک) قیوراق (سریع-قبراق) بوزراق-بوزاراق (خاکستری رنگ) آزراق-آزاراق (کمتر-نادر-به ندرت).

## ساق-سک-سوک
از پسوندهای مشترک میان بن‌های فعلی و اسمی است و با هر دو می‌آید. کلماتی چند از این پسوند در زبان رایج است ولیکن خود این پسوند چندان فعال نیست:
باغیرساق (روده) قورساق (معده) دیرسک (آرنج-تپه-ماهور) دومسوک (سقلمه) سومسوک (سگ هرزه گرد) آخساق (لنگ-چلاق) قایساق (رویه سرشیر مانند در مایعات:بن=قایماق)، سارساق (بی‌ثباتی در سخن گفتن، متزلزل بودن در سخن یا اعتقادات)، ساریمساق (سیر:بن=شاید از ساریم به معنی چرخیدن، برگرداندن، پیچاندن).
این پسوند در ترکی شرقی (جغتایی) استعمال وسیعی داشته و برای القای مفهوم تمایل به کار می‌رود (کلیقسک:شائق برای آمدن-باریقساق:علاقه‌مند به بذل و بخشش).

## سال-سل-سول
از پسوندهای نادر است و در برخی کلمات می‌تواند معنای یای نسبت در فارسی را بدهد:
یوخسول (ندار) قومسال (شنی-قومساللیق:شنزار)، اسلامی (اسلام‌سال)، اجتماعی (اجتماع‌سال یا توپلوم‌سال)، دینی (دین‌سل)، کامپیوتری(کامپیوترسل).
امروزه با استفاده از این پسوند کلمات تازه‌ای ساخته شده و می‌توان ساخت:
گؤگسل (آسمانی) قوتسال (مقدس) آیسال (قمری) وارسیل (دارا-غنی).

## سی-سو
در ترکی قدیم پسوند «سیق» وجود داشته‌است که معنای مشابهت و تمایل را افاده می‌کرده‌است (ارسیق-بگسیق-اوغلانسیق) بعدها حرف آخر پسوند حذف گردیده‌است. این پسوند بعضاً به صورت -ایمسی نیز به کار رفته‌است (مثل قورومسی=در کتاب دده قورقود) امروزه در زبان متداول تنها چند کلمه، آن هم به صورت تحریف شده، با این پسوند ملاحظه می‌شود:
یاتسی←یاسسی (مسطح، بن:یاتماق) دلیسی←دلیسوو (دیوانه وار) اوزونسوو (طولی-در جهت طول) ساخسی (سفال-سرامیک).

## سیز-سوز
ما از پسوند-لی/لو سخن خواهیم گفت که یکی از معانی عمده آن القای مفهوم مالکیت و دارندگی است. این پسوند متضاد پسوند «لی» می‌باشد وهمچون پیشوندهای «بی-نا» در فارسی((لا-بلا-غیر-عدم...))در عربی، معنای نفی را افاده می‌کند (مثال‌هایی خواهیم آورد) برخی اسم‌ها و صفت‌هایی نیز با این پسوند مورد استعمال است که ریشه اصلی واژه آن یا ابدً از رده خارج شده‌است یا کاربرد نادری دارد:
چلیمسیز (آدم بی بنیه-بی قواره) اوکسوز (یتیم) اودومسوز (بی برکت).
این پسوند از پسوندهای بسیار فعال ترکی است. ما ذیلاً برخی از موارد کاربرد آن را اعم از استعمال قدیم و استعمال نوین که برای معادل‌سازی در مقابل کلمات جدیدالولاده به کار رفته‌است، می‌آوریم:
عاغیلسیز (بی خرد) دیلسیز-آغیزسیز (کم حرف) بیچیمسیز (غیراصولی) توتومسوز (کم ظرفیت).

## کی
جزئی از پسوند مالکیت است و در آخر قیود یا زمان یا مکان نیز به عنوان پسوند «ظرف» مشاهده می‌شود و صحیح آن است که به صورت متصل نوشته شود.
منیمکی (مال من) بیزیمکی (مال ما) ائلینکی (مال مردم) و... ایندیکی (آنچه که به اکنون تعلق دارد) بوگونکی (مال امروز) دوننکی*(مال دیروز) قاباقکی (پیشین).
بیتکی (گیاه)
- ترکان اویغور این کلمه را به صورت دون (dün) استفاده می‌کنند که بنظر می‌رسد که دونن عبارت باشد از دون + گون = دونن

## گه-غا-قا
دؤنگه (پیچ)، بؤلگه (منطقه، ناحیه، حوزه)، بلگه (سند)، قاریشقا (مورچه، شاید در ابتدا به صورت قارینجا بوده و تغییر یافته‌است)، بوشقا (ظرف بسیار دراز)، داشقا، ناسیرقا (فرغون یا چیزی که با آن برای حمل و نقل وسایل استفاده کنند)، قارغا (کلاغ)، قاشقا (غرّه، به سفیدی ای که در پیشانی اسب یا بز وجود داشته باشد می‌گویند)، اؤتگه، اؤزگه (بیگانه، دیگری)، اؤیگه (ناتنی)، چکیرتگه (ملخ)، سیسقا (لاغر)، دامقا (مهر)، اونورقا (ستون فقرات)، اؤپگه (شش، ریه)، سوپورگه (جارو)
به نظر می‌رسد کلمات بوشقا، داشقا، ناسیرقا، پوتوشقا (دربچه)، ساتیشقا (زن فاحشه)، آتیشقا، قونقا، ابتدا از زبان ترکی به زبان روسی راه رفته و سپس با ریخت دیگری، دوباره به ترکی بازگشته است؛ این فرایند مشابه اتفاقی می باشد که مثلاً برای کلمه چمدان در فارسی پیش آمده است.

## گون-قون-گین-قین
این پسوند برای بیان حالت‌ها بکار می‌رود:
پوزقون (ناراحت)، داشقین (پر و مملوء با شدت زیاد طوری‌که در حال طغیان و سرریزی است)، دوزگون (برای بیان حالتی بسیار خوب)، دولقون (پر و تکمیل)، ایتگین (گمنام)، توتقون (دلگیر، گرفتار)

## گی-قی-قو-گو-غو
بیلگی (علم)، وروغو (ضرب)، قورغو (مکانیزم، آلت)، سورغو (سؤال)، ساتقی (آدم‌فروش، خائن)، سیلگی (پاک کن)، وئرگی (نعمت)

## غاج-گج (غاچ-گچ)
برای ساختن اسم ابزار از بن فعلی بکار می‌رود:
سوزگج (فیلتر، صافی، سماق پالون (در لهجهٔ اصفهانی))، سایغاج (چرتکه)، فیرلانغاج (غلطک، قرقره نورد)، توتغاج (گیرنده، رسیور، دستگیره)
به نظر می‌رسد پسوند اچ در ابتدا همین پسوند بوده‌است.
یا شاید این پسوند از دو پسوند گه+اچ ساخته می‌شود.

## لار-لر
علامت جمع در ترکی هم آهنگ با پسوند بن کلمه به صورت لار-لر می‌باشد:
ائولر (خانه‌ها) داشلار (سنگ‌ها) آغاجلار (درختان) کورپه لر (نوزادان)...
علامت جمع بعضاً در اسامی کوه و دشت و مناظر و مناطق طبیعی مشاهده می‌شود:
قوشا قارداشلار (کوه دو برادران)...
بعضاً نیز در آخر نام‌های خانوادگی مشاهده می‌شود:
بگ لر، سیدلر، زائرخانلی لر، شاملولار...
برای القای مفهوم جمع در خاندان، پسوند «گیل» نیز مرسوم است که بعد از اسامی اشخاص می‌آید. در زبان محاوره‌ای فارسی برای القای مفهوم مشابه؛ بعد از اسامی، عبارت «و این‌ها» افزوده می‌شود:
علی گیل (علی و این‌ها)...
پسوند-لر-لار در آخر صیغه‌های فعلی به صورت متصل نوشته می‌شود ولی در آخر اسم‌ها بهتر آن است که منفصل نوشته شود.

## لاق-لک
از اسم صفت می‌سازد و بیشتر برای افاده معنی کثرت و شدت و مبالغه به کار می‌رود. همچنین برای اسم مکان:
اوتلاق (چراگاه) چایلاق (رودخانه) دوزلاق (نمک زار) اوولاق (شکارگاه) بوزلاق (سرزمین یخبندان) ایسلاق (خیس) شیللاق (جفتک) قاللاق (شوخی)...

## لی-لو
از پسوندهای فعال ترکی است و کاربردهای متفاوت دارد:
- الف-برای معیت و همراهی:

الی اغاجلی (در حالی که چوب دستش بود) قریب به همین مفهوم، اغلب به معنای دارندگی و مالکیت است:آتا-آنالی (پدر و مادر دار) مین بیر دیره کلی (هزار و یک ستون دار) پوللو (پولدار) بوزلو (یخدار)...
عکس این معنا را پسوند سیز افاده می‌کند که در جای خود بحث شد (آتاسیز-آناسیز-پولسوز).
- ب-برای افاده قید زمان:

گئجه لی (شبانه) ائرته‌لی (پگاه-صبح زود).
- ج-برای افاده صفت و دارندگی:

لی لو(شاد)  دادلی (بامزه) دوزلو (نمکین) دگرلی (با ارزش) یاشلی (سالخورده) آنلاقلی (با معرفت) قورخولو (وحشتناک)...
- د-برای افاده مفهوم قابلیت:

یئمه لی (خوردنی) ایچمه لی (نوشیدنی) گئیمه لی (پوشیدنی) گورمه لی (تماشایی) گولمه لی (خنده دار).
- ح-برای نسبت و انتساب به شهر، کشور، محله، منطقه:

آذربایجانلی، تبریزلی، مصریلی، ایرانلی...
از این پسوند در معادل‌سازی برای کلمات فارسی که دارای پیشوند «با» یا پسوند «دار» و پسوند-ی (یای نسبت) می‌باشند و برای کلمات عربی دارای پیشوند «ذو-ذی» و همچنین برای برخی از کلمات عربی که به صورت اسم فاعل می‌باشند، استفاده می‌شود:
ائولی (همسردار) ممه لی (پستاندار) یئرلی (بومی) گیزلی (سری) قوخولو (بودار) ایستکلی (طالب).

## لیق-لوق-لیک-لوک
از پسوندهای بسیار شایع زبان ترکی است و برای القای مفاهیم مختلف آورده می‌شود:
- الف-صفت و شایستگی:

یازلیق (بهاره) گۆزلوک (پاییزه) یایلیق (تابستانه) بایراملیق (عیدانه) اتلیک (گوشتی) آرخالیق (ارخالق-کت)
- ب-در اسامی برخی ابزارها:

باشلیق (کلاهک) گؤزلوک (عینک) قولاقلیق (دوگوشی(هدفون)) قیرخلیق (قیچی پشم زنی)
- ج-در اسامی امکنه و مناطق برای القای مفهوم کثرت و وفور یک چیز:

سامانلیق (کاهدان) اودونلوق (انبار هیزم) قوزولوق (آغل بره‌ها) آغالیق ائوی (خانه اربابی) توپراقلیق (دشت خاکی و بی سنگ) قوراقلیق (خشکی) مئشه لیک (جنگل) آغاجلیق (درختزار) تویوقلوق (مرغداری).
- د-علامت اسم مصدری:

بوللوق (فراوانی) آزلیق (اقلیت) چوخلوق (اکثریت) اینسانلیق (انسانیت) اوجوزلوق (ارزانی) وارلیق (هستی) یوخلوق (نیستی) قارداشلیق (برادری) دیریلیک (زندگی) قوهوملوق (خویشی) دلیلیک (دیوانگی) داشلیق (سنگلاخ).
- ج-برای اسامی حرف و مشاغل و مسلک‌ها:

طبیبلیک(پزشکی) تاجرلیق (تجارت) وکیللیک (وکالت) شاعرلیق (شاعری).
در همین معنا با پسوند-جی همراه است:
سودچولوق (شیر فروشی) بالتاچیلیق (هیزم شکنی) اسلامچیلیق (اسلامگرایی) تملچیلیک (اصول گرایی).
- ط-برای بیان رتبه و مقام:

شاهلیق (شاهی) خانلیق (خانی) بگلیک (بگ بودن) آغالیق (سیادت-بزرگواری) یوزباشلیق (سرگردی) اونباشلیق (گروهبانی) باخانلیق (وزارت) و...

## مان-من
از پسوندهای قدیمی است. در چند کلمه محاوره‌ای به چشم می‌خورد. مفهوم تشدید و مبالغه را می‌رساند:
توکمن/تورکمان (ترک اصیل) شیشمان (چاق) یالمان (تیغه صلاح سرد) قوجامان (کهن‌سال) قارامان (یل).
امروزه این پسوند مجدداً فعال شده و کلماتی جدید از آن ساخته‌اند:
سوزمن (سخنگو) یونتمن (کارگردان) اوزمان (متخصص) گه ییشمن (مشاور-رایزن).

## مه-ما
کسمه (میانبر)، دئییشمه (دییشمه، گفت و شنود، نوعی مبارزه و مسابقه میان دو عاشیق از طریق آواز و موسیقی است، برای اطلاعات بیشتر به عاشیق نگاه کنید)، وروشما (زد و خورد)، قیناما (سرزنش)، دانما (انکار)
این پسوند بیشتر به همراه پسوند لی بکار می‌رود.
کسمه لی (بریدنی)، گئتمه لی (رفتنی)، گؤرمه لی (دیدنی)، ائشیدمه لی (شنیدنی)، دئمه لی (در هنگام نقل قول بکار می‌رود، به قول گفتنی)
البته این پسوند برای منفی‌سازی فعل نیز بکار می‌رود:
گئتمه (نرو)، گلمه (نیا)

## میش یا موش
مفعول ساز است:
مانند::کئچمیش (گذشته)، دؤنموش (از راه (راه دین) برگشته یا منحرف شده، گمراه)، اؤتموش (گذشته) قالموش (مانده)

## وا
ییغوا (مجلسی که برای کار خاصی افراد دور هم جمع می‌شوند مثلاً برای خوش گذرانی یا بگو بخند)